# Live from Oz
Live from Oz – drugi album instrumentalnego zespołu Planet X wydany w 2002 roku.

## Lista utworów
1. "Ignotus Per Ignotium" – 7:46
2. "Inside Black" – 5:16
3. "Dog Boots" – 3:55
4. "Apocalypse 1470 BC" – 6:23
5. "Sea of Antiquity" – 4:20
6. "Lost Island" – 6:20
7. "Derek Sherinian Solo" – 2:41
8. "Warfinger" – 4:36
9. "Virgil Donati Solo" – 4:00
10. "Warfinger" (Reprise) – 1:51
11. "Tony MacAlpine Solo" – 4:14
12. "Her Animal" – 4:39
13. "Europa" – 4:19
14. "Pods of Trance" – 8:12
15. Niezatytułowany utwór – 4:24

## Twórcy

### Muzycy
- Tony MacAlpine – gitara
- Derek Sherinian – keyboard
- Virgil Donati – perkusja
- Dave LaRue – gitara basowa

### Inni
- William Hames – fotograf
- Brad Vance – mastering
- Thomas Ewerhard – projekt graficzny albumu
- Albert Law – dźwiękowiec
- Christopher Nalbandian – Web Designer
- Dave Wignall – dźwiękowiec
- Simon Phillips – miksowanie materiału